# Paine Wingate
Pour les articles homonymes, voir Wingate.
Paine Wingate (14 mai 1739, Amesbury - 7 mars 1838, Stratham) est un pasteur et un homme politique américain.
Délégué du New Hampshire au Congrès continental, il devient en 1789 l'un des deux premiers sénateurs de cet État, au sein des 1er et 2e Congrès (1789-1793). Il est ensuite élu représentant du New Hampshire au sein du 3e Congrès (1793-1795). Après son retrait de la vie politique, il sert dix ans dans la Cour suprême du New Hampshire (1798-1808) avant de prendre sa retraite. Il meurt en 1838, à l'âge de 98 ans : il est le dernier membre du Congrès continental et le dernier membre du premier Sénat des États-Unis à mourir.